# بولين كيرلي
بولين كيرلي (بالإنجليزية: Pauline Curley)‏ هي ممثلة أمريكية، ولدت في 19 ديسمبر 1903 في هوليوك في الولايات المتحدة، وتوفيت في 11 ديسمبر 2000 في سانتا مونيكا في الولايات المتحدة بسبب ذات الرئة.

## وصلات خارجية
- بولين كيرلي على موقع IMDb (الإنجليزية)
- بولين كيرلي على موقع ألو سيني (الفرنسية)
- بولين كيرلي على موقع أول موفي (الإنجليزية)
- بولين كيرلي على موقع قاعدة بيانات برودواي على الإنترنت (الإنجليزية)
- بولين كيرلي على موقع قاعدة بيانات الفيلم (الإنجليزية)
- بولين كيرلي على موقع كينوبويسك (الروسية)